# Полонка (станция)
Полонка — станция Бологое — Псковского направления Октябрьской железной дороги.
Расположена рядом с Селище, на перегоне 548 км (Каменка) — 539 км (Люта), в Дновском районе Псковской области. Имеется одна платформа, расположенная с правой стороны пути. На платформе по понедельникам имеют остановку пригородные поезда Дно-Морино. Кассы отсутствуют.

## Путевое развитие
Путевое развитие включает в себя три пути пути и две низкие платформы.